# Quicksilver Messenger Service (album)
Albums de Quicksilver Messenger Service
Happy Trails
(1969)
Quicksilver Messenger Service est le premier album du groupe du même nom, sorti en 1968.

## Titres
| No | Titre              | Auteur           | Durée |
| -- | ------------------ | ---------------- | ----- |
| 1. | Pride of Man       | Camp             | 4:08  |
| 2. | Light Your Windows | Duncan, Freiberg | 2:38  |
| 3. | Dino's Song        | Valenti          | 3:08  |
| 4. | Gold and Silver    | Duncan, Schuster | 6:43  |
| 5. | It's Been Too Long | Polte            | 3:01  |
| 6. | The Fool           | Duncan, Freiberg | 12:07 |

## Musiciens
- John Cipollina : guitare
- Gary Duncan : chant, guitare
- David Freiberg : chant, basse, alto
- Greg Elmore : batterie